# Den grekiska antikens litteratur
Den grekiska antikens litteratur grekiska litteratur som är skriven på klassisk grekiska under den grekiska antiken, det vill säga från Homeros till medeltiden. Litteraturen från antikens Grekland är en central del av den klassiska litteraturen, och har fått mycket stor betydelse för utbildandet av den västerländska kulturen. I litteraturens historia följs den grekiska antikens litteratur av medeltidens litteratur (Västeuropa) och av bysantinsk litteratur (den grekiska).
Till den grekiska litteraturen från antiken hör epos som Homeros Iliaden och Odysséen, det antika grekiska dramat, lyrik och körlyrik, samt filosofiska och vetenskapliga skrifter. Influenserna till litteraturen kom från hettiterna och Orienten. Grekerna själva spred sin särartade litteratur och kultur under hellenismen, och framför allt den romerska antikens litteratur var dess direkta arvtagare. Studier i den grekiska antikens litteratur är en huvudkomponent i nutida klassiska studier.

## Den klassiska grekiska litteraturen

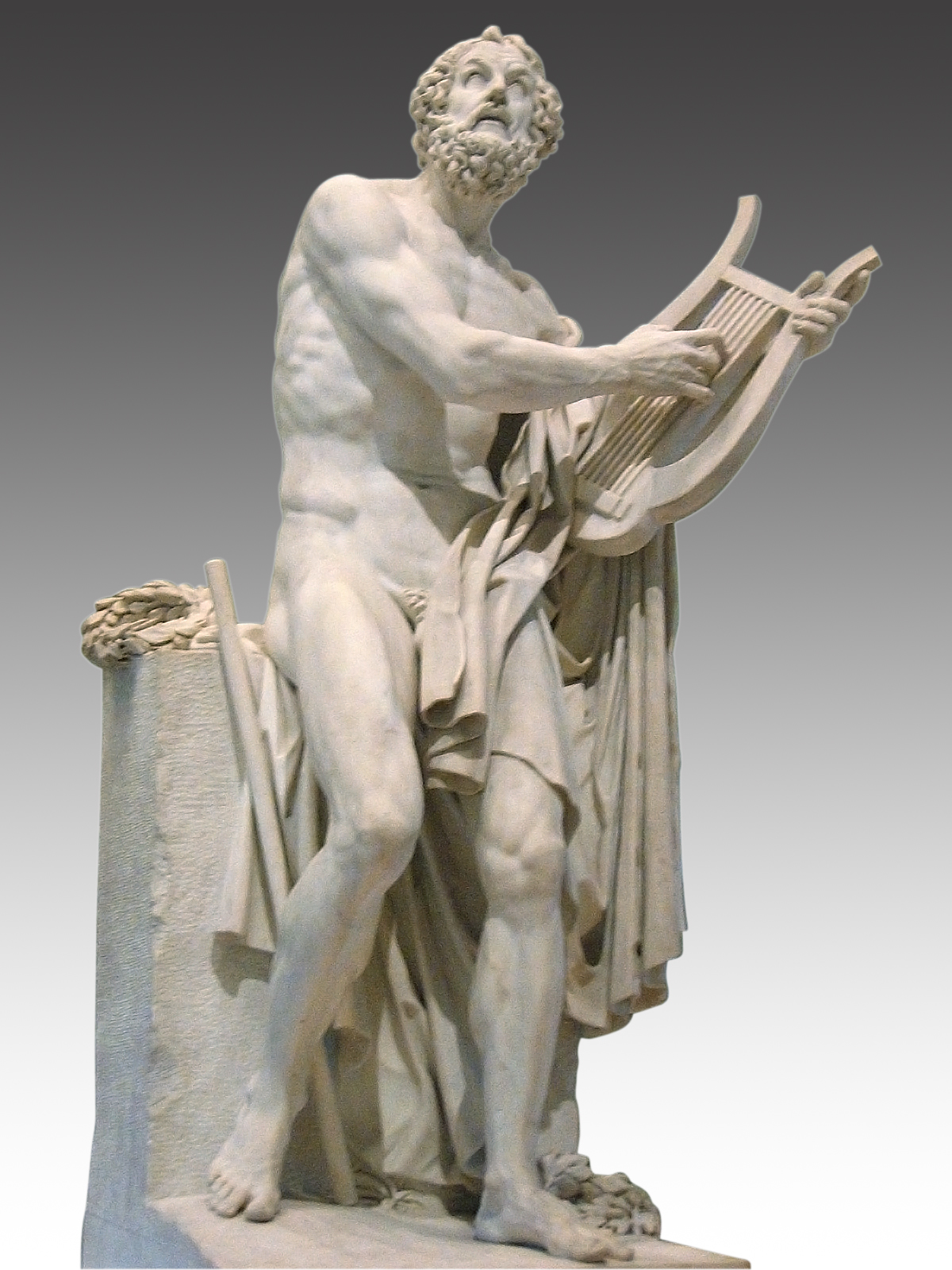
Homeros avbildad med lyra av den franska klassicisten Philippe-Laurent Roland (1746-1816).

Som det första verket i den grekiska antikens litteratur, brukar Homeros epos på hexameter Iliaden hållas. Den nedtecknades på 700-talet f.Kr. men bygger på muntligt traderat stoff. Verkets beroende av Homeros och förhållande till faktiska händelser har debatterats livligt, liksom den homeriska frågan - hur upphovsmannaskapet ska bedömas. Homeros anges också som upphovsman till ett annat epos, Odysséen. Med dessa verk har Homeros kallats den västerländska litteraturens fader.
Eposet, berättelse på bunden vers med formelspråk, var en genre som redan fanns i Orienten (Gilgamesheposet med fler), vilket belägger kulturpåverkan därifrån. Formelspråken i äldre epos blir hos Homeros de typiska stående epiteten, fastän vissa formler övertas direkt ("så han talte och satte sig ned"). Medan äldre epos från Orienten spänner över lång tidsrymd, utspelas Iliaden under 53 dagar och Odysséen under 40. Stoffet i de homeriska eposen återanvändes redan under antiken, och har fortsatt att användas till samtiden, dels i form av intertextualitet, dels genom att bearbeta motiven.
Nästan samtidigt som Homeros tecknade ner sina epos, skrev Hesiodos sina lärodikter på hexameter Theogonin samt Verk och dagar. Även denna genre är inlånad från Orienten, och liknar äldre litteratur från andra länder på andra språk.

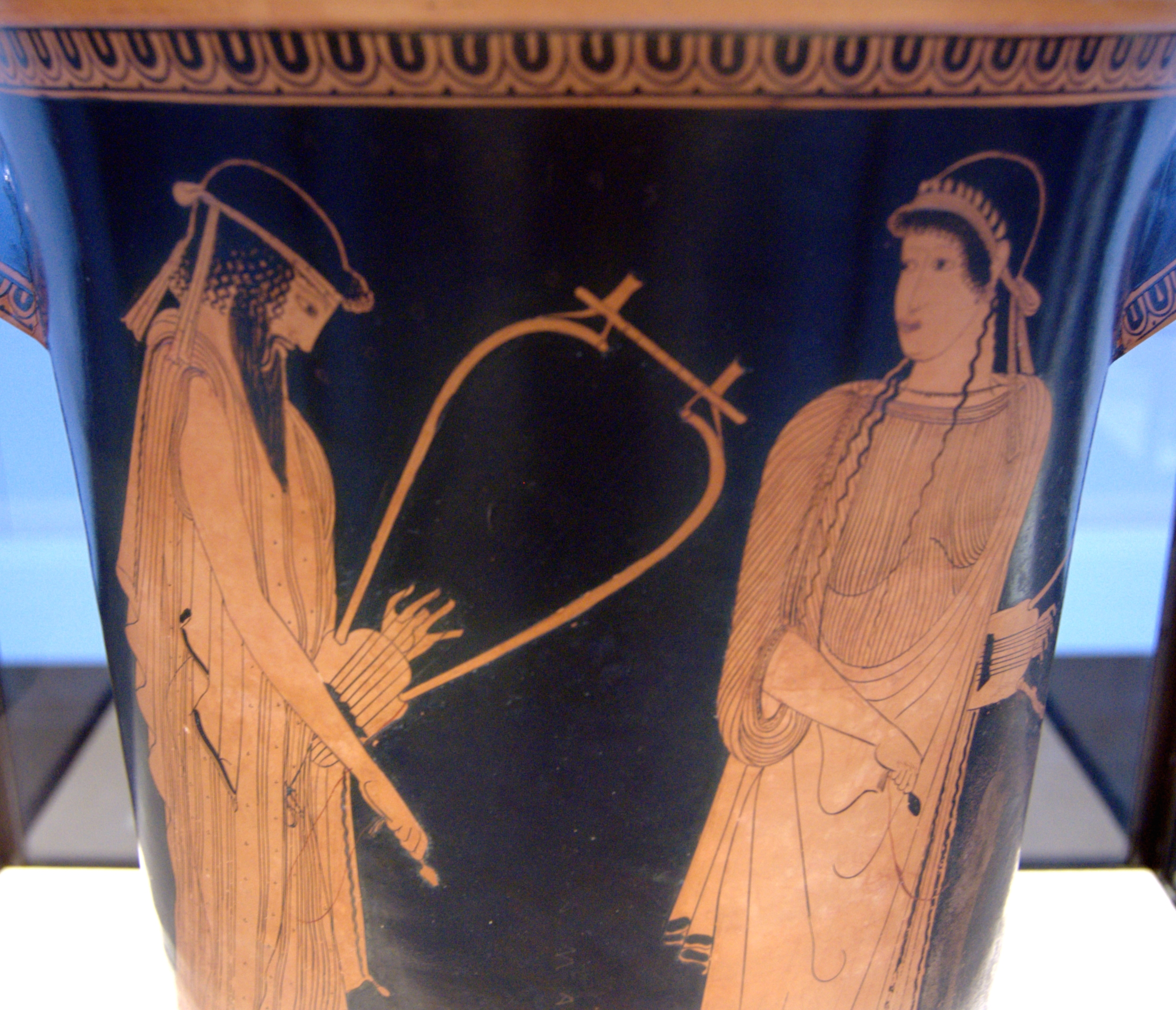
Alkaios och Sapfo avbildade på en vas av Brygosmålaren, omkring 470 f.Kr.

Den grekiska lyriken utgjordes av verser som, liksom annan litteratur, framfördes sjungna till lyra. Från 600-talet f.Kr. finns den äldsta bevarade grekiska lyriken, från öarna i Egeiska havet. Versmått och genre hör ihop: jamber användes till satirer och elegier till klagovisor. Den egentliga sånglyriken kunde skrivas i olika versmått. Poeterna verkar av allt att döma ha verkat vid aristokratiska kretsar, och till skillnad från eposen är sånglyriken antiheroisk. Till de tidiga grekiska poeterna hör Sapfo, Archilochos, Anakreon och Alkaios.
På 400-talet f.Kr. uppkom körlyriken i Sparta, som en utveckling av arbetsvisor och danser. Körlyriken var avsedd för större publik än lyriken, och framfördes på större fester. Till sången hörde att körerna dansade. Den förste poeten man känner till är Alkman; andra centrala namn är Pindaros, Simonides och Bakchylides. Körlyriken var polykoral och skrevs i satser av strofer, motstrofer och efterstrofer. Fastän den framfördes under festligheter, kunde den innehålla starkt sublimt lyriska stycken, som Alkmans naturlyrik. Pindaros är känd för sina oden, dityramber, paianer, threnoi, och epinikier. Detta är framför allt tillfällighetspoesi, avsedd att hylla hjältar, idrottsmän, och gudar. Ur körlyriken utvecklades så småningom det antika grekiska dramat.
Fabeldiktningen var utbredd under klassisk tid. Det finns dock inget bevarat av den mest berömda av fabeldiktarna, Aisopos (500-talet f.Kr.)

## Religion, filosofi, samhälle, vetenskap

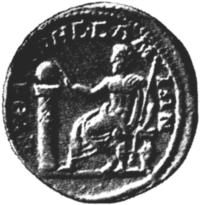
Mynt som kejsar Decius lät slå, föreställande Pythagoras.

En stor del av den förklassiska grekiska litteraturen må ha hämtat stoff från den grekiska mytologin, men den grekiska antikens litteratur blir ändå mer sekulär än den orientaliska - detta särdrag växer fram under århundradena; Theogonin från 700-talet är dock rent mytologisk. Den grekiska litteraturen har inte samma starka religiösa ställning motsvarande de stora religionsstiftarnas (Avesta, Gamla testamentet, Rigveda, Upanishaderna, Dhammapada, Tao The Ching, Lunvü, Koranen, etc). I stället framträder de grekiska filosoferna, av vilka många må betraktas som ateister och vilka från omkring 500-talet f.Kr. går till strid mot folkreligionen.
Liksom verk av historisk art i övriga antikens kulturer, var den första historieskrivningen uppblandad med myter och i krönikartad stil. De grekiska krönikörerna kallas logografer, och de skrev i motsats till epikerna på prosa. Den egentliga grekiska historieskrivningen börjar med Herodotos på 400-talet f.Kr. Med honom avtar de mytologiska och religiösa förklaringsmodellerna, och ett visst mått av källkritik börjar skymtas. Biografier över kända personer skrevs under senantiken av till exempel Plutarkos och Diogenes Laertios. Lagförfattandet representeras i antikens Grekland av Gortyns lagkodex, Lykurgos, Drakon, och Solon.
I antikens Egypten förekommer en del vetenskaplig litteratur, liksom i bland annat Indien och Kina. Den finns också representerad i rikt mått i den grekiska antikens litteratur, särskilt under hellenismen. Den inkorporerades ofta i den grekiska antiken genom att enskilda personer, som Klaudios Ptolemaios, begav sig till exempelvis Egypten eller Babylonien och lärde sig vad vetenskapen där kommit fram till, i synnerhet inom naturvetenskap och matematik. Vetenskapen i den grekiska antiken var som regel en del av filosofin, och vetenskapsmännen var i högre grad författare i modern mening än forskare. Naturfilosofen Theofrastos räknas som botanikens grundare. Biologin befruktades ofta med geografi och historia, som hos Pedanius Dioskorides. Geografin var av bland annat ekonomiska skäl ett ämne som prioriterades, och vilken representeras i den grekiska litteraturen av namn som Pytheas, Pausanias, och Strabon. Hippokrates, Pythagoras, Euklides, Apollonios Rhodios, Demokritos, Arkimedes, Hipparchos är några av de viktigare namnen i vetenskapligt hänseende.
Med Aristoteles uppkommer den egentliga litteraturteorin, framför allt med verket Poetiken. Poetiken innehåller både deskriptiva och normativa element, och gav upphov till den filosofiska estetiken, och sekundärt kanonbildningen. Den aristoteliska estetiken värderar mimesis, det vill säga konst som imiterar (verkligheten eller annan konst), medan diktares originalitet inte hade någon status. Med Aristoteles började idéer om skönlitteraturens komplicerade förhållande till verkligheten att diskuteras, och fiktionen i förlängningen att skapas.

## Den antika grekiska dramatiken

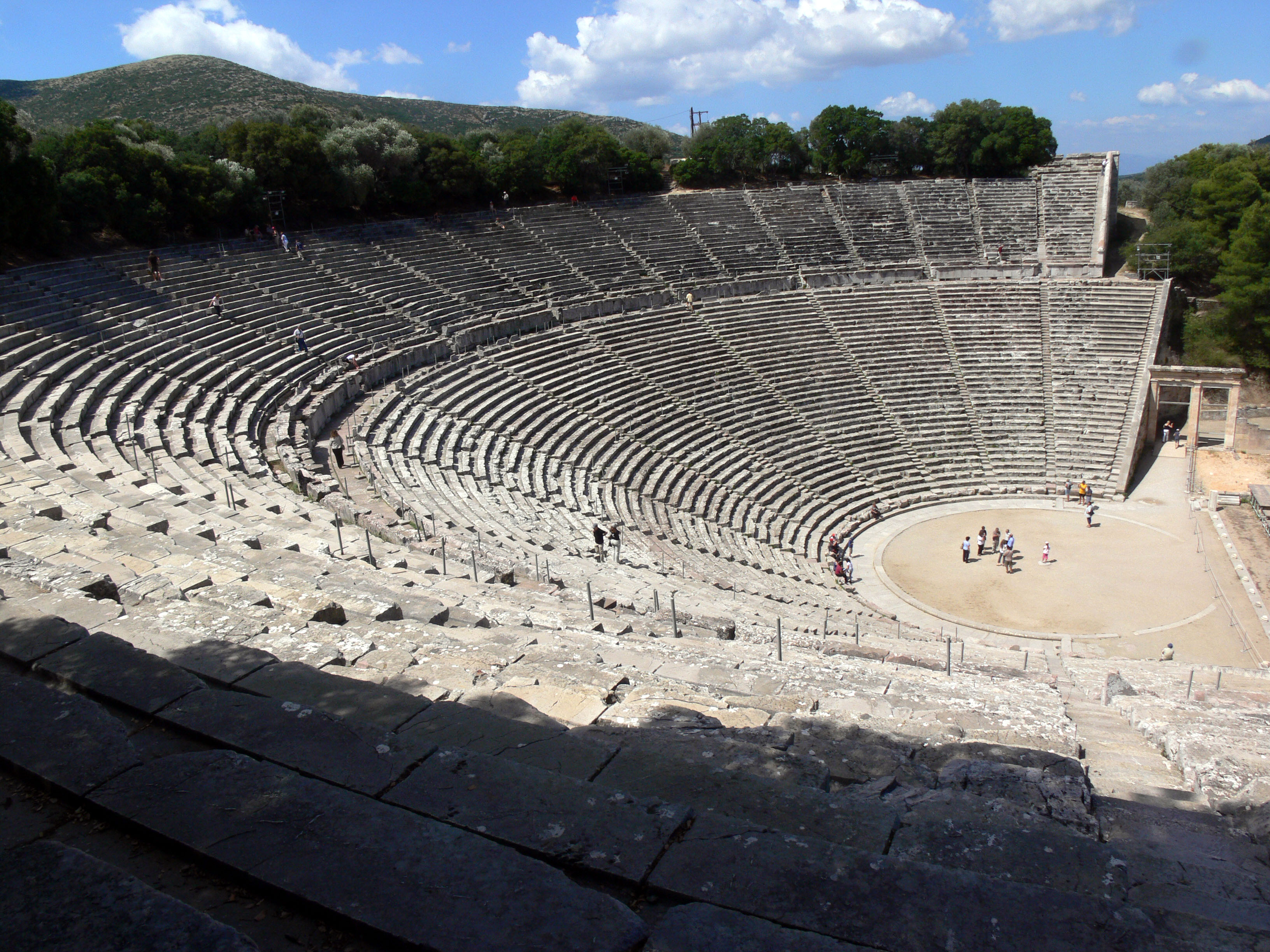
Ruinerna av en grekisk orkestra från Epidauros.

Dramat i den grekiska antiken utvecklades dels ur körlyriken, dels ur religiösa riter. Det förekom dramatiserade spel i religiösa riter i forntidens Egypten och i Indien, varför influenserna till att dramatisera händelser är ett lån. Det litterära dramat uppstod i Attika under 400-talet. I antikens Grekland var det huvudsakligen Dionysos som vördades med dramatiseringar; dionysoskulten bestod i årliga teaterföreställningar där tre tragedier sattes upp, ett satyrspel och en komedi. Vilka författare som skulle sättas upp avgjordes med tävling. Dramerna sattes upp i ofantliga utomhusanläggningar som kallades orkestra. Stoffet i det grekiska dramat har återanvänts fortlöpande i litteraturhistorien, dock framför allt i det franskklassiska dramat. Några kända dramatiker och deras verk är Aiskylos (Orestien), Sofokles (Kung Oidipus, Antigone), Euripides (Elektra, Medea), samt Aristofanes (Lysistrate).
Liksom inom epiken var dramat skrivet på orimmad bunden vers, vilket fortsatte vara norm långt in i modern tid. Stoffet till de grekiska dramerna kommer dels från mytologin, dels från historien; att hitta på en historia var främmande. Gudarna användes berättartekniskt för att lösa moraliska dilemman som uppstod i berättelserna, vilket har givit namn åt deus ex machina (ibland kunde de inträda scenen i en maskin). Förutom karaktärsroller ingick körer i rollbesättningen. Dramerna framfördes sjungna till musikackompanjemang, men inga noter har bevarats. Föreställningar om det musikaliska antika dramat gav sedermera upphov till operan.

## Den grekiska hellenismen
Hellenismens litteratur var på grund av Alexander den stores erövringar i stor utsträckning grekisk, även utanför Grekland. Litteratur katalogiserades storskaligt för första gången i Museion i den grekiska staden Alexandria i Egypten. Kontakterna med andra kulturer ledde till synkretism och inlån. Naturvetenskapen kom på allvar till den grekiska kulturen, liksom hermetismen (Hermes Trismegistos). Kännetecknande för den grekiska litteraturen under hellenismen är att de centrala genrerna från den klassiska tiden överges för nya, kortare format såsom kortepos (epyllion), idyller och epigram. Herdediktningen, en form av idyller som skapades av Theokritos, var kanske den viktigaste nyskapelsen. Bland annat Meleagros av Gadara skapades antologier av epigram. Komedin återkom under slutet av hellenismen, med Menandros, men saknar de klassiska körpartierna.
Enligt den mest utbredda uppfattningen författades Nya Testamentet och dess apokryfer på koiné, vilket var en direkt följd av hellenismen.

## Greker i den romerska antiken
Fabeldiktaren Phaedrus var en grekisk frigiven slav i Rom som överförde Aisopos grekiska fabler till latin. Många nyplatonska filosofer var etniska greker, såsom Ammonios Sakkas, Plotinos, Porphyrios, samt andra viktiga filosofer från epoken som Longinos.
Många av kyrkofäderna verksamma under antiken var etniska greker, såsom Klemens av Alexandria, författaren till Didache, Eusebios av Caesarea, Origenes och de kappadokiska fäderna.